# 호산구성 식도염
호산구성 식도염(好酸球性 食道炎, eosinophilic esophagitis, EoE)는 백혈구의 일종인 호산구가 관여하는 알레르기성 염증성 식도 질환이다. 건강한 사람의 식도에는 일반적으로 호산구가 없다. 호산구성 식도염에서는 많은 수의 호산구가 식도로 이동한다. 특정 음식을 먹으면 호산구가 조직 손상과 염증을 일으키는 데에 관여한다. 증상에는 삼킴장애, 음식 덩어리로 인한 식도의 폐쇄, 구토, 속쓰림이 있다.
처음 호산구성 식도염이 기술된 것은 소아에서지만 성인에서도 발병할 수 있다. 병태생리가 잘 이해된 상태는 아니나 음식 알레르기가 중요한 역할을 한다고 여겨진다. 치료는 알고 있거나 추정되는 알레르기 유발원을 제거하고, 면역 반응을 억제하기 위한 약물을 이용할 수 있다. 심각한 경우에는 내시경 시술을 통해 식도확장술을 시행해야 할 수 있다.
호산구성 식도염에 대한 지식은 빠르게 쌓이고 있으나 증상과 조직병리학적 소견이 특이적이지 않아 진단이 어려운 경우도 있다.

## 증상과 징후
호산구성 식도염은 종종 삼킴장애, 음식으로 인한 식도 폐쇄, 복통, 역류, 구토, 식욕부진 등의 증상을 보인다. 일반적으로 호산구성 식도염은 어린이 때 발병하지만 모든 나이에서 나타날 수 있으며, 증상은 발병 연령에 따라 다르다. 또한 호산구성 식도염 환아는 먹는 데에 어려움을 겪거나 체중이 잘 늘지 않을 수 있다. 남성에서 더 흔히 발병한다.
학동기 소아와 청소년에서 주된 증상은 삼킴장애, 음식으로 인한 식도 폐쇄, (특히 질감이 거친) 음식을 먹을 때의 구토나 질식이다. 이 연령층에서 발생하는 다른 증상에는 복통, 흉통, 구토, 역류가 있다. 성인에서의 주된 증상은 삼킴장애지만 잘 조절되지 않는 속쓰림이나 식사 기피도 나타난다. 장기간의 염증과 그로 인해 남은 흉터로 인해 호산구성 식도염 환자인 성인은 더 많은 음식으로 인한 식도 폐쇄와 샤츠키고리, 식도막, 간혹 식도이완불능증 등의 다른 식도 이상을 겪기도 한다.
이 중 많은 증상이 GERD와 겹치지만, 다수의 호산구성 식도염 환자는 위산 억제 치료에 잘 반응하지 않는다. 많은 수의 호산구성 식도염 환자는 천식과 복강병 같은 다른 자가면역질환이나 알레르기성 질환을 동반하고 있다.

## 병태생리학
호산구는 주변 식도 조직에 염증을 일으키는 여러 가지 화학적 신호(사이토카인)를 방출하는 염증 세포이다. 이로 인해 통증과 같은 다양한 증상, 내시경에서 관찰 가능한 발적, 식도협착과 같은 자연경과가 나타난다. 호산구는 건강한 위장관계의 다른 부분에서 자연적으로 존재하지만 식도에서는 발견되지 않는다. 호산구가 식도로 이동하는 이유에는 유전적, 환경적, 숙주 면역계 인자 등이 있다.
조직 수준에서 호산구성 식도염은 호산구가 식도의 편평상피 안에 빽빽하게 침윤하는 것이 특징적이다. 호산구가 알레르기 반응에서 중요한 역할을 한다는 점에서, 이는 먹은 음식에 대한 알레르기 반응으로 생각된다. IL-13에 의해 자극된 식도 상피세포가 만들어낸 CCL26(에오탁신 3)에 반응하여 호산구가 조직으로 동원된다.

## 진단

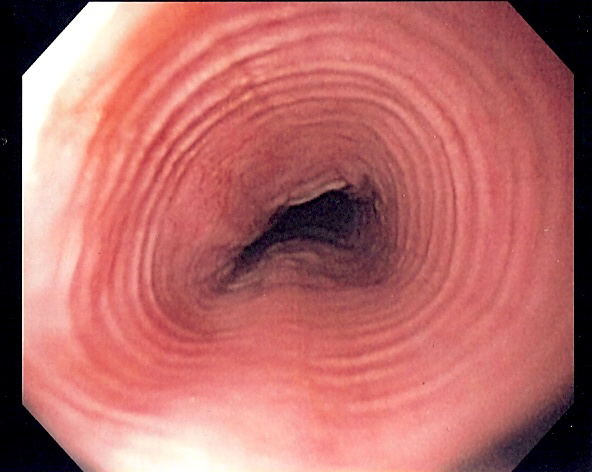
호산구성 식도염 환자의 식도 내시경 사진. 식도에 여러 개의 동심원을 이루는 고리 모양이 생긴 것을 기관화(trachealization)라고 한다.

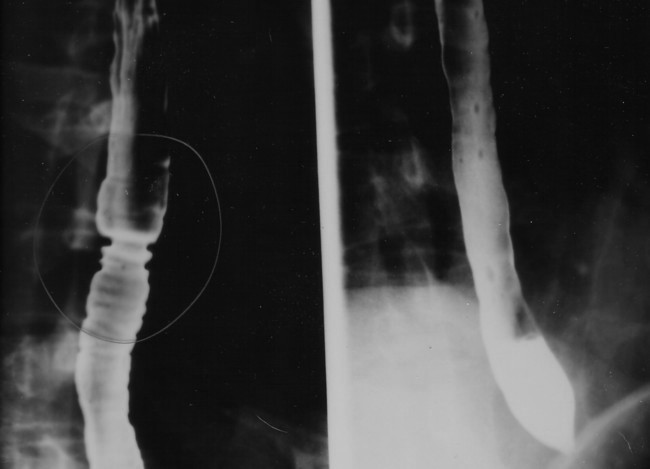
왼쪽 식도의 상부위장관조영술 사진. 호산구성 식도염으로 인한 여러 개의 고리 모양을 보여주고 있다.

호산구성 식도염의 진단은 일반적으로 증상과 진단 검사상의 소견을 종합하여 이루어진다. 적절한 진단을 위해서는 GERD, 식도암, 식도이완불능증, 과다호산구 증후군, 감염, 크론병, 약물 알레르기 등의 다른 여러 질환들을 배제해야 한다.
호산구성 식도염 진단 패널(EE Diagnostic Panel)이 개발되기 전에는 위 식도 역류가 하루 2회 6주 간의 고용량 양성자 펌프 억제제 치료에도 호전되지 않거나, 보행성 식도 산도 검사 결과가 음성이어서 GERD를 배제한 뒤에만 호산구성 식도염으로 진단이 가능했다.
방사선학에서 '고리형 식도'(ringed esophagus)라는 용어는 상부위장관조영술에서 위 식도 역류 시에 간혹 보이는 고양이형 식도(feline esophagus)와 호산구성 식도염의 소견을 구분하는 데에 쓰인다.

### 내시경
내시경에서 식도벽에 능선, 고랑, 고리 등이 보일 수 있다. 간혹 식도에 여러 개의 고리 구조가 보일 수 있는데, 이런 경우 주름진 식도(corrugated esophagus)라고 하거나 고양이 식도의 고리 구조와 비슷하게 생겼기 때문에 고양이형 식도(feline esophagus)라는 용어가 사용된다. 식도의 하얀 삼출물도 진단을 시사하는 소견이다. 내시경 검사에서 함께 시행한 생검에서는 상피 얕은 층에 많은 수의 호산구를 관찰할 수 있다. 진단을 위해서는 고배율시야당 최소 15개의 호산구가 보여야 한다. 호산구성 염증은 식도에서만 나타나지 않고 모든 위장관계까지 뻗어나갈 수 있다. 심하게 탈과립이 일어난 호산구가 존재하거나 기저층의 확장, 미세농양이 발생하기도 한다.
내시경 검사에서 호산구성 식도염 소견이 있는 것으로 밝혀진 환자들은 경험적으로 8주 간 고용량 PPI를 1일 2회 투여하고, 그 후 GERD를 배제하기 위해 내시경 검사를 반복적으로 시행한다. 내시경 소견은 호산구성 식도염 환자를 확인하는 데에 유용하지만, 환자가 임상적 증상이 없는 경우 질환을 확진할 수는 없다.

### 식도 근육 생검

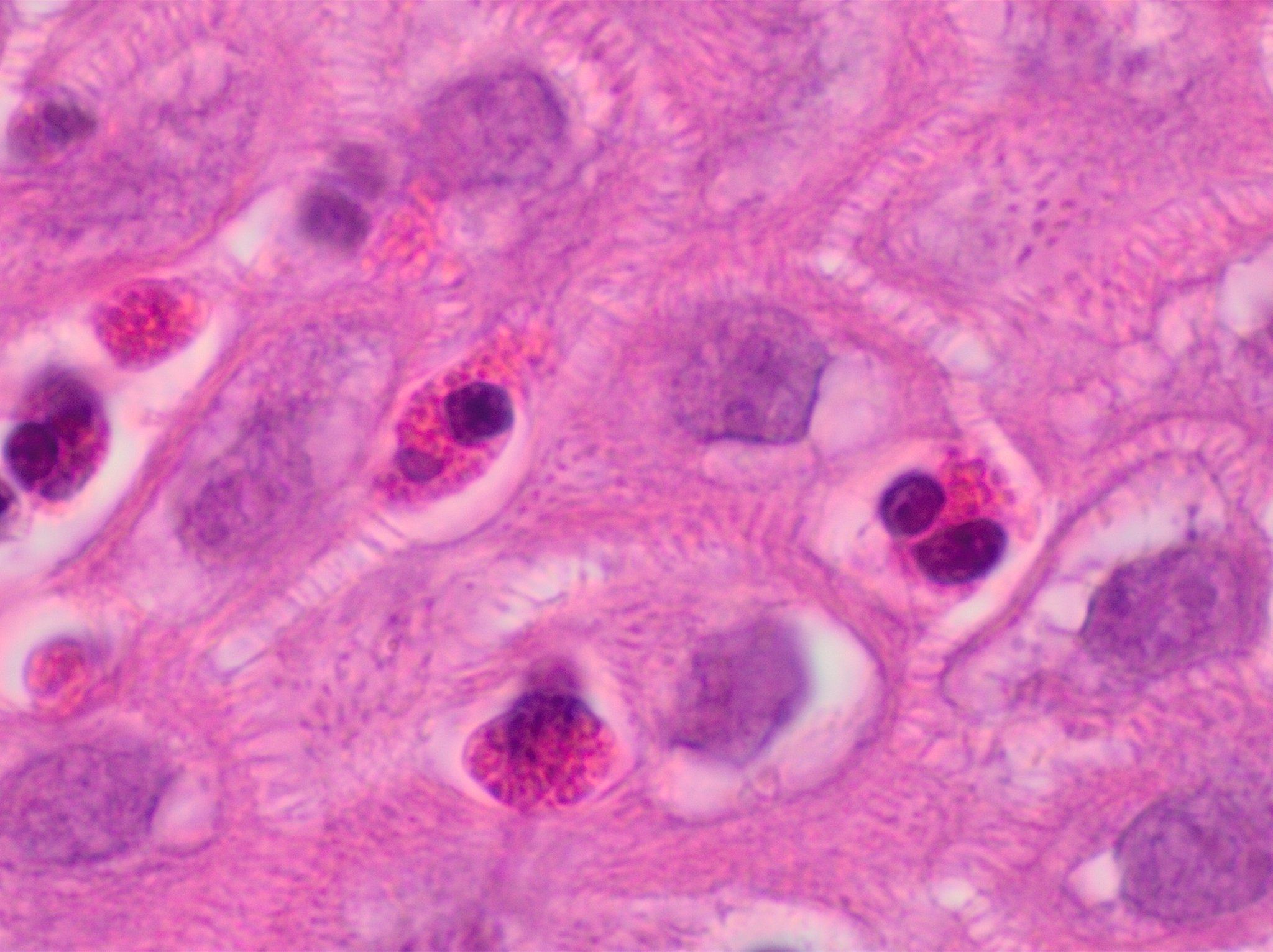
호산구성 식도염의 조직병리학 소견. H&E 염색상에서 엽(lobe)이 2개이며 세포질이 빨갛게 염색된 호산구가 상피 안에 다수 보인다. 부종은 하얗게 보인다.

식도 근육 생검은 호산구성 식도염 진단을 확진하기 위해 필요하다. 생검 검체는 점막을 육안으로 봤을 때 외견과 관계없이 몸쪽, 중간, 먼쪽 식도에서 모두 얻어야 한다. 내시경에서 이상 소견이 있는 부위에서도 검체를 채취해야 한다. 호산구성 식도염 진단을 위한 충분한 민감도를 확보하기 위해서는 최소 네 개의 생검 검체가 필요하다. 호산구성 식도염의 확진은 고용량 PPI 치료에도 불구하고 식도 생검에서 호산구가 15개/HPF 이상 존재하는 것을 기반으로 한다. GERD에서도 먼쪽 식도에서 호산구성 침윤이 증가하지만, 일반적으로 호산구의 밀도가 더 낮다. ( < 15/HPF)

### 알레르기 평가
모든 호산구성 식도염 환자에서 다른 아토피 질환의 병력과 가족력을 철저히 조사하는 것이 권장된다. 피부단자시험을 이용한 알레르기 감작 검사나 알레르겐 특이적인 IgE에 대한 혈액 검사도 고려해 볼 수 있다. 이는 즉시성 IgE 매개 음식 알레르기의 증상을 가진 10~20%의 호산구성 식도염 환자에게 특히 중요하다. 또한 지연성의 IgE 매개가 아닌 알레르기 반응이 있는지 확인하기 위해 아토피 첩포검사도 이용된다.

## 치료
호산구성 식도염 치료의 목표는 식도의 호산구 수를 줄여 증상을 조절하고, 그에 따라 식도의 염증도 감소시키는 것이다. 식단 조절, 약물 요법, 내시경 치료를 통해 관리한다.

### 식단 조절
호산구성 식도염의 발생에는 알레르기가 관여하는 것으로 보이므로 식단 조절이 효과적일 수 있다. 어떤 음식이 질병 발생 과정에 관여하는지 알아내기 위한 목적의 알레르기 검사는 효과가 좋지 못하다. 특별히 알레르기를 일으키는 음식이나 물질이 없다면 6가지 식품을 제거한 식단(six food elimination diet, SFED)으로 먼저 시험해 본다. 이때 여섯 가지 식품군(우유, 밀, 계란, 대두, 땅콩, 생선/해산물), 네 가지 식품군(우유, 글루텐을 포함하고 있는 곡물, 계란, 콩과 식물), 두 가지 식품군(동물의 젖, 글루텐을 포함하고 있는 곡물) 등 다양한 종류의 음식을 보통 6주 동안 식단에서 제거해 본다. 여섯 가지 식품군을 제거하는 것부터 시작하여 이후 다시 식단에 포함시키는 하향식(top down) 접근법은 너무 식단이 제한적일 수 있다. 네 가지, 혹은 두 가지 식품군 제거 식단은 실천하기도 훨씬 덜 어려울 뿐더러, 식단 제한에 대한 반응이 좋을 경우 내시경 검사를 많이 시행할 필요도 없어진다는 장점이 있다.
SFED의 대안에는 아미노산 기반의 식단인 성분식사가 있다. 성분식사는 높은 반응률(소아에서 거의 90%, 성인에서 70%)을 보이며, 증상이 빠르게 완화되어 조직학적인 관해와도 관련되어 있다. 이러한 식이요법은 4~6주 동안의 아미노산 기반 액체 제형을 사용하며, 그 후 조직학적인 반응 평가를 시행한다. 관해에 성공한 뒤에는 배제했던 음식들을 천천히 다시 식단에 포함시킨다.

### 약물 치료
호산구성 식도염으로 진단된 환자에서는 일차 치료로 경구로 1~2회 에소메프라졸 20~40mg을 투여하는 등 PPI를 시험해 볼 수 있다. 넥시움®(성분명 에소메프라졸)은 알약을 삼키기 어려운 사람이 물 반 컵에 붕해시켜 복용할 수 있도록 되어 있어 치료에 선호될 수 있다. PPI 치료에 증상이 개선되는 환자는 내시경 검사와 식도 생검을 반복해야 한다. PPI 치료 이후 반복적인 생검에도 호산구가 없다면 호산구증가증이 동반된 GERD나 기전이 불명확한 PPI 반응성 호산구성 식도염으로 진단할 수 있다. PPI 치료 후에도 증상과 호산구 수치가 개선되지 않는다면 면역 매개 호산구성 식도염으로 진단할 수 있다.
면역 매개 호산구성 식도염의 치료는 코르티코스테로이드 사용이 포함된다. 전신성 경구 코르티코스테로이드는 호산구성 식도염 환자의 치료에 효과적인 일차 치료제이다. 전신성 코르티코스테로이드의 증상 개선과 조직학적 개선 비율은 95% 정도로 보고되었다. 그러나 치료를 그만두면 코르티코스테로이드 치료를 받던 환자의 90%에서 증상이 재발한다. 2022년 5월 미국 식품의약국(FDA)은 호산구성 식도염 환자 중 성인과 12세 이상의 환아 중 체중이 최소 40kg 이상인 아이들에게 두필루맙(상품명 듀피젠트) 사용을 승인했다. 이는 호산구성 식도염에 대한 첫 FDA 승인 약물이다.

### 식도확장술
음식으로 인한 식도 폐쇄를 경험한 환자에서는 상부 유연내시경을 통해 걸린 음식을 제거하도록 권장한다. 식도확장술은 호산구성 식도염 환자가 식단과 약물 치료를 충분히 받고, 치료 결과가 나온 후에 시행한다. 치료의 목적은 환자의 증상을 개선하고 생검에서의 호산구 수를 줄이는 것이다. 치료가 필요한 환자의 84%에서 식도확장술이 효과적이라고 보고되었다.
식도협착과 고리는 식도확장술로 안전하게 넓힐 수 있다. 점진적 확장을 위해서는 풍선 카테터 사용이 권고된다. 식도확장술 후에는 흉통을 느낄 수 있으며 식도천공, 출혈의 위험도 있다는 것을 환자에게 알려야 한다.

## 위험 인자
호산구성 식도염의 위험을 증가시키는 유전적 요인이나 많은 환경 요인이 있다. 호산구성 식도염의 유병률은 시간이 갈수록 증가하는 것으로 보이며 왜 유병률이 증가세를 보이는지 알아내기 위해 많은 연구들이 진행되고 있다. 호산구성 식도염의 위험 인자에는 염증성 장질환과 류마티스 관절염 등의 자가면역질환이 있다. 복강병과 다른 자가면역 상태에 있는 환자들도 호산구성 식도염 발병 위험이 높다. 건조하거나 추운 곳, 혹은 인구 밀도가 낮은 지역에 사는 경우 호산구성 식도염의 높은 발병률과 관련이 있다. 음식 알레르겐은 호산구성 식도염의 위험 인자이며 때로는 직접 질병의 원인이 되기도 한다. 식단에서 이러한 음식 알레르겐을 제거하면 종종 호산구성 식도염의 증상을 해결할 수 있다.

## 예후
호산구성 식도염 환자의 장기간 예후는 잘 알려져 있지 않다. 일부 환자는 관해 시기 이후에 증상이 다시 나타나는 경과를 겪기도 한다. 또 다른 경우에는 명백한 자발적인 관해 사례가 보고되기도 하였으나, 이런 환자에서의 재발 위험은 알려져 있지 않다. 장기간 치료되지 않은 호산구성 식도염은 식도의 재형성을 일으켜 협착, 샤츠키고리, 종국에는 식도이완불능증을 일으킬 수 있다.

## 역학
호산구성 식도염의 유병률은 꾸준히 증가하여 현재 10,000명당 1~6명 정도이다. 유병률에는 성별과 인종에 따라 차이가 있으며 다수의 사례는 코카서스 인종 남성에서 보고되고 있다.
성별과 인종에 따른 차이에 더해, 호산구성 식도염의 위험 인자에는 아토피와 다른 알레르기성 질환이 있다. 다른 유전적, 환경적 위험 인자에는 위장벽 기능의 변화(GERD 등), 경구 항원 노출력, 어린 시기 미생물에 노출되지 않은 경우, 마이크로바이옴의 변화가 있다. 활동성 호산구성 식도염 환아와 건강한 환아를 비교한 연구에서는 마이크로바이옴의 변화가 헤모필루스 세균의 양이나 호산구성 식도염 활동성과 양의 상관관계를 보인다고 밝혔다. 어린이의 침 마이크로바이옴에서 특정 분류군의 상대적인 수를 측정하면 호산구성 식도염에 대한 비침습적 표지자 역할을 할 수 있다.

## 역사
호산구성 식도염은 1978년 처음 보고되었다. 1990년대 초반에 개별 질환으로 알려졌다.